# Цивілізаційна криза
Цивілізаці́йна  кри́за - всесвітньо-історичний процес зміни світових цивілізацій, що  означає, з одного боку, глибоку перебудову всієї структури суспільства (жодна з його сфер не залишиться поза корінних змін), а з іншого боку - трансформацію локальних цивілізацій, висування нових лідерів, нестійкість глобального цивілізаційного поля.

## Цивілізаційні  кризи  перехідної  епохи (кінець XX - початок XXI ст.)
Цивілізаційні кризи трапляються лише раз на кілька  століть. Це кризи глобальні, що охоплюють всі країни і цивілізації, хоча і в різний час і з неоднаковою глибиною.
Слід зазначити багатовимірність цивілізаційної кризи кінця XX - початку XXI століть. Це криза демографічна, що проявляється в надмірно високих, не забезпечених ресурсами темпах зростання населення в менш розвинених цивілізаціях і в депопуляції (скорочення чисельності) і старіння населення в багатьох розвинених, багатих країнах і цивілізаціях; криза екологічна, обумовлена прискореним вичерпанням придатних для розробки запасів природних ресурсів і великомасштабними забрудненнями навколишнього середовища, екологічними та техногенними катастрофами; криза економічна у зв'язку з глибоким протиріччям перерозподілу в глобальних масштабах власності, доходів, ренти та квазіренти, поглибленням розриву між багатими і бідними країнами, цивілізаціями, верствами населення в багатьох країнах (економічна стратифікація); криза державно-політична через зміну ролі та функцій держави, її правової основи, політичних партій і рухів, змін у геополітичному просторі, хвилі міжцивілізаційних конфліктів; нарешті, криза соціокультурна.
Соціокультурна  криза – це  глибока переоцінка цінностей (що дається нелегко і відбувається на тлі зміни поколінь) і охоплює всю сферу духовного життя, пов'язана з революцією в науці, культурі, освіті, етиці, ідеології (включаючи релігійні погляди).
Неминучість соціокультурних криз, їх характерні риси та можливі результати розкриті соціологом XX століття Питиримом Сорокіним ще наприкінці 30-х - початку 40-х років, в його монографії «Соціальна і культурна динаміка». Він неодноразово повертався до цієї теми в наступних роботах («Криза сьогодення», «Головні тенденції нашого часу» та ін.)
Всі ці кризи в суміжних сферах доповнюють і поглиблюють один одного, викликають резонансний ефект, що ускладнює вихід з кризи, робить ситуацію в глобальному цивілізаційному просторі більш хаотичною, менш передбачуваною. 

## Типи цивілізаційних  криз  за  походженням
Виділяють три типи криз:
- екзогенні, які  відбуваються через відносно випадкові події у довкіллі і не залежать від системи, — наприклад, коливання сонячної, геологічної активності, глобальні зміни клімату, космічні катаклізми тощо;
- ендогенні,  зумовлені зміною внутрішніх генетичних програм, парадигм, загального менталітету нації або вичерпанням програми розвитку (загибель етносів, локальні та глобальні війни);
- змішані кризи ендо-екзогенного походження, спричинені змінами навколишнього середовища і спровоковані власною активністю системи(антропогенні).

В еволюції природи і суспільства істотну роль відіграють кризи  саме останнього типу. До них належать антропогенні (як правило, техногенні) кризи, зумовлені життєдіяльністю суспільства. Тут можуть переважати екологічні чи геополітичні аспекти, проте найчастіше вони набувають комплексного характеру.